# またも辞めたか亭主殿〜幕末の名奉行・小栗上野介〜
『またも辞めたか亭主殿〜幕末の名奉行・小栗上野介〜』（またもやめたかていしゅどの 〜ばくまつのめいぶぎょう・おぐりこうずけのすけ〜）は2003年1月3日の夜21時〜22時30分にNHK正月時代劇として放送された時代劇。原作は大島昌宏の小説『罪なくして斬らる 小栗上野介』（後述）。

## 出演者
- 小栗上野介 - 岸谷五朗
- 小栗道子 - 稲森いずみ
- 勝海舟 - 西村雅彦
- 栗本瀬兵衛 - 松重豊
- 栗本貞次郎 - 芦田昌太郎
- 小栗国子 - 中原ひとみ
- 小栗又一 - 永岡佑
- 勝小鹿 - 上森寛元
- 江幡祐蔵 - 堀部圭亮
- 増田糸 - 今村恵子
- 立石斧次郎 - 塚本高史
- お梶 - 青山知可子
- 板倉勝静 - 黒沼弘己
- 榎本武揚 - 大塚幸太
- 大鳥圭介 - 長森雅人
- 徳川慶喜 - 比留間由哲
- レオン・ロッシュ - パトリック・ヌジェ
- メルメ・カション - フロラン・ダバディ
- 佐藤藤七 - 石橋蓮司
- 勝民子 - 石田えり
- 安藤信正 - 井上順
- 一色直温 - 江原真二郎
- 酒井忠惇 - 近藤正臣
- 水野忠精 - 伊東四朗

## スタッフ
- 原作：大島昌宏「罪なくして斬らる〜小栗上野介〜」（学陽書房人物文庫）
- 脚本：鄭義信
- 演出：吉村芳之
- 音楽：栗山和樹
- 制作著作：NHK

## 再放送
- 2005年12月23日：21時30分 - 23時 ハイビジョン
- 2006年7月26日：15時 - 16時30分 時代劇専門チャンネル
- 2006年7月29日：21時 - 22時30分 時代劇専門チャンネル
- 2007年1月24日：15時 - 16時30分 時代劇専門チャンネル
- 2007年3月8日、15日：20時 - 20時43分 木曜時代劇
- 2013年6月9日、16日：18時45分 - 19時30分 NHK BSプレミアム
- 2022年1月17日：21時 - 22時30分 NHK BSプレミアム
- 2024年8月18日、25日：18時45分 - 19時30分 NHK BS・NHK BSプレミアム4K

## 原作小説
『罪なくして斬らる 小栗上野介』（つみなくしてきらる おぐりこうずけのすけ）は、大島昌宏による歴史小説。1994年10月に新潮社より刊行された。幕末に手腕を振るい横須賀造船所建設に尽力して日本近代化の礎を築くも罪なくして斬首された幕閣・小栗上野介忠順の激動の生涯を描く。第3回（1995年）中山義秀文学賞受賞作。

### 書誌情報
- 罪なくして斬らる 小栗上野介（1994年10月、新潮社、ISBN 978-4-10-400301-3）
- 罪なくして斬らる 小栗上野介（1998年9月10日、学陽書房人物文庫、ISBN 978-4-313-75057-9）